# Pachistopelma
Pachistopelma es un género de arañas migalomorfas de la familia Theraphosidae. Es originario de Sudamérica.

## Géneros
Según The World Spider Catalog 11.0:
- Pachistopelma concolor Caporiacco, 1947
- Pachistopelma rufonigrum Pocock, 1901